# Нарышкин, Семён Кириллович
Семён Кириллович Нарышкин (1710—1775) — русский щёголь и бонвиван середины XVIII века, владелец домашнего театра, создатель моды на роговую музыку, генерал-аншеф, обер-егермейстер, посол России в Великобритании (1741—1743), кавалер ордена Андрея Первозванного.

## Биография
Происходил из близкого императорскому рода Нарышкиных. Родился 5 (16) апреля 1710 года в семье последнего кравчего Кирилла Алексеевича Нарышкина (внука Фомы Ивановича — брата Полуэкта Нарышкина, деда царицы Натальи Кирилловны) и его жены Анастасии Яковлевны, урождённой княжны Мышецкой. Получил домашнее образование. Вскоре был пожалован в камер-юнкеры.
Ходили слухи о его отношениях в этот период с Елизаветой Петровной. Отношения были настолько прочными, что разошлись слухи о возможном браке или даже тайном венчании. Послан узнавшим о связи с цесаревной Петром II за границу. Подвергся опале при императрице Анне Ивановне и бежал во Францию, где жил под именем Тенкина, откуда вернулся лишь ко времени вступления на престол Елизаветы Петровны.
Находясь в Париже в мае 1741 года был пожалован в камергеры, а 31 декабря того же года был назначен чрезвычайным посланником в Англию, на место бывшего там князя Щербатова. В рескрипте ему предписывалось: дать понять английскому министерству, что императрица желает продолжения доброго согласия и дружбы между Россией и Англией; не входить в обсуждение подробностей тогдашней европейской политической системы; наблюдать за намерениями Англии относительно войны с Испанией и за тем, какое участие может принять в этой войне Франция.
В Лондоне любили князя Щербатова и были недовольны, что он отозван, а потому отнеслись к Нарышкину несочувственно. По-видимому и Нарышкин, проживший долгое время в Париже, где дружески сошёлся с Дидро, с Фальконе и с русским посланником при французском дворе князем Кантемиром, более склонялся на сторону Франции, нежели Англии.
Посланником в Лондоне Нарышкин пробыл лишь полтора года, до июня 1743 года, когда в Англию был снова отправлен князь Щербатов, а Нарышкин отозван в Петербург.
Ходили разноречивые слухи о том назначении, которое получит Нарышкин — одни полагали, что он будет канцлером вместо Бестужева, другие думали, что императрица сделает его президентом Академии наук.
В 1744 году Нарышкин был послан встречать принцессу Цербстскую и дочь её, выбранную в невесты наследнику русского престола, великому князю Петру Фёдоровичу.
30 ноября 1744 года он назначен гофмаршалом ко двору великого князя Петра Фёдоровича с чином генерал-лейтенанта. 18 декабря того же года награждён орденом Александра Невского.
В 1757 году Нарышкин был произведён в генерал-аншефы и сделан обер-егермейстером.
В 1760 году был награждён орденом Святого Андрея Первозванного. Примерно в то же время он был назначен присутствовать в Придворной конторе. Умер 27 ноября (8 декабря) 1775 года в Москве. Похоронен в Донском монастыре.

## Образ жизни
Нарышкин вёл роскошный образ жизни, имел прекрасный домашний театр, который посещали Высочайшие Особы. Кроме того, он завёл превосходный оркестр роговой музыки, изобретенной придворным музыкантом, впоследствии капельмейстером Нарышкинского оркестра — чехом Иоганом Марешом. В 1757 году Мареш достиг хороших результатов, и с тех пор многие русские вельможи стали заводить у себя оркестры роговой музыки. Появление Нарышкина при Дворе в различных торжественных случаях всегда давало ему случай обратить внимание на его блестящий и оригинальный костюм, да и вообще он слыл первым щеголем своего времени.
На «великолепных обедах» у Нарышкина бывал граф Казанова, который с одобрением отзывается о нём в своих записках. В одном из писем знаменитый ловелас обсуждает идею «охотничьей музыки», с которой он познакомился в доме Нарышкина.

## Семья
Был женат на Марии Павловне, урождённой Балк-Полевой (1728—30.05.1793), внучке Матрёны Монс (сестры любовницы Петра I). Их сын Кирилл (1761—1770) и дочь Екатерина (1763—1771) умерли в детстве.

## Киновоплощения
- 2015 — Великая — Виталий Коваленко.